# Miłosz Pękala
Miłosz Władysław Pękala (ur. 2 lutego 1981 w Rzeszowie) – polski perkusjonalista, wykładowca akademicki.

## Życiorys
Ukończył z wyróżnieniem studia w klasie perkusji Stanisława Skoczyńskiego na Akademii Muzycznej w Warszawie. Studiował także w Królewskiej Duńskiej Akademii Sztuk w Kopenhadze u Gerta Mortensena. W 2014 doktoryzował się tamże w dziedzinie sztuk muzycznych, dyscyplina instrumentalistyka. W 2019 habilitował się na podstawie dzieła Monopercussion – Miłosz Pękala płyta CD. Wykłada w Zakładzie Harfy, Gitary i Perkusji Uniwersytetu Muzycznego Fryderyka Chopina.
Specjalizuje się w grze na wibrafonie, zestawach multiperkusyjnych oraz instrumentach latynoamerykańskich. Wykonuje zarówno muzykę współczesną, rozrywkową oraz etniczną.
Od 2002 jest członkiem duetu Hob-beats (z Magdaleną Kordylasińską). Od 2005 do 2020 współtworzył kwartet Kwadrofonik (Pękala, Kordylasińska, Emilia Sitarz, Bartłomiej Wąsik).

## Dyskografia
- 2008 – Folk Love (Kwadrofonik)
- 2008 – Returning Sounds (Hob-beats)
- 2008 – Dźwiękosłowa (Ratatam)
- 2013 – Lutosławski Tuwim. Piosenki nie tylko dla dzieci (Kwadrofonik)
- 2015 – Requiem ludowe (Kwadrofonik)
- 2016 – Utwory na perkusję i urządzenia elektroakustyczne (Pękala/Kordylasińska/Pękala)
- 2018 – Modular (Pękala/Kordylasińska/Pękala)
- 2018 – Monopercussion

## Nagrody i wyróżnienia
- I nagroda na Międzynarodowym Konkursie Perkusyjnym im. Mikołaja Stasiniewicza w Warszawie (2004)[3]
- Nagroda Prezydenta m.st. Warszawy (2004, 2006))[3]
- Grand Prix oraz nagrody publiczności na Festiwalu Muzyki Folkowej Polskiego Radia „Nowa Tradycja” (2006)[3]
- Nagroda Specjalna 3. Konkursu Europejskiej Unii Radiowej EBU „Svetozar Stracina” w Bratysławie (2007)[3]
- I nagroda Telewizji Polskiej na Festiwalu „Nowa tradycja" (2007)[5]
- finalista IPCL Percussion Duo Competition Luxemburg (2009)[3]
- Paszport „Polityki” w kategorii Muzyka Poważna jako członek Kwadrofonika (2014)[6]
- Złota Płyta za płytę „Lutosławski Tuwim. Piosenki nie tylko dla dzieci” Doroty Miśkiewicz i Kwadrofonika (2014)[7]
- Folkowy Fonogram Roku – pierwsza nagroda za płytę „Requiem ludowe” Kwadrofonika i Adama Struga (2015)[8]